# 演武镇 (汾阳市)
演武镇，是中华人民共和国山西省吕梁市汾阳市下辖的一个乡镇级行政单位。

## 行政区划
演武镇下辖以下地区：
演武村、招贤村、白石村、南开社村、东堡障村、西堡障村、辛盖村、韩家桥村、北上达村、中上达村、南上达村、师家庄村、西河堡村、东大王村、西大王村、北川头村、北小堡村和北辛庄村。